# NGC 6346
NGC 6346 (również PGC 59946) – galaktyka eliptyczna (E), znajdująca się w gwiazdozbiorze Smoka. Odkrył ją Lewis A. Swift 13 maja 1887 roku. Jest to galaktyka z aktywnym jądrem typu LINER.